# Bo Svenson
Bo Svenson, nato Boris Lee Holder Svensson (Göteborg, 13 febbraio 1941), è un attore, regista e produttore cinematografico svedese naturalizzato statunitense.

## Biografia
Emigrato negli Stati Uniti da ragazzo, si arruolò nei Marine dal 1959 al 1965. In seguito, ottenne un dottorato in Metafisica e si laureò alla Università della California. Tra il 1968 e il 1969 prese parte alla serie televisiva Arrivano le spose, nel ruolo di Olaf "Svedese" Gustavsen.
A metà degli anni settanta sostituì Joe Don Baker nella serie di film dedicati al "poliziotto Buford". Dopo alcune apparizioni in serie televisive cult come Il virginiano, interpretò il poliziotto Buford in I giorni roventi del poliziotto Buford (1975). Dato che i sequel non ottennero successo, riprese il medesimo ruolo per l'omonima serie televisiva, intitolata in italiano Uno sceriffo contro tutti (1981).
Altri ruoli noti sono quelli del tenente Yeager in Quel maledetto treno blindato (1977) di Enzo G. Castellari e quello del reverendo Harmony in Kill Bill: Volume 2 (2004) di Quentin Tarantino. Svenson apparve inoltre in un cameo nel film Bastardi senza gloria (2009), sempre di Tarantino.

## Filmografia parziale

### Cinema
- Il temerario (The Great Waldo Pepper), regia di George Roy Hill (1975)
- I giorni roventi del poliziotto Buford (Walking Tall Part II), regia di Earl Bellamy (1975)
- Final Chapter: Walking Tall, regia di Jack Starrett (1977)
- Il figlio dello sceicco, regia di Bruno Corbucci (1977)
- Quel maledetto treno blindato, regia di Enzo G. Castellari (1977)
- Ritratto di un killer (Portrait of a Hitman), regia di Allan A. Buckantz (1979)
- I mastini del Dallas (North Dallas Forty), regia di Ted Kotcheff (1979)
- Ultimo rifugio: Antartide (Fukkatsu no hi), regia di Kinji Fukasaku (1980)
- Night Warning, regia di William Asher (1982)
- Thunder, regia di Fabrizio De Angelis (1983)
- Impatto mortale, regia di Fabrizio De Angelis (1984)
- L'anello incantato (Wizards of the Lost Kingdom), regia di Héctor Olivera (1985)
- Delta Force (The Delta Force), regia di Menahem Golan (1986)
- Energia pulita (Choke Canyon), regia di Charles Bail (1986)
- Gunny (Heartbreak Ridge), regia di Clint Eastwood (1986)
- Dal profondo dello spazio (Deep Space), regia di Fred Olen Ray (1987)
- Thunder 2, regia di Fabrizio De Angelis (1987)
- Delta Force Commando, regia di Pierluigi Ciriaci (1987)
- Rage, furia primitiva, regia di Vittorio Rambaldi (1988)
- Il treno (Beyond the Door III), regia di Jeff Kwitny (1989)
- Laser Mission,  regia di BJ Davis (1989)
- The Kill Reflex, regia di Fred Williamson (1989)
- Cancellate Washington!, regia di Nello Rossati (1990)
- Soldier of Fortune (Soldato di ventura), regia di Pierluigi Ciriaci (1990)
- Private Obsession, regia di Lee Frost (1995)
- Speed 2 - Senza limiti (Speed 2: Cruise Control), regia di Jan de Bont (1997)
- Kill Bill: Volume 2, regia di Quentin Tarantino (2004)
- Bastardi senza gloria (Inglourious Basterds), regia di Quentin Tarantino (2009)
- The 7 Adventures of Sinbad, regia di Ben Hayflick (2010)
- Icarus, regia di Dolph Lundgren (2010)

### Televisione
- Arrivano le spose (Here Come the Brides) – serie TV, 10 episodi (1968-1969)
- Lancer – serie TV, episodio 1x13 (1969)
- Ai confini dell'Arizona (The High Chaparral) – serie TV, episodio 3x07 (1969)
- Il virginiano (The Virginian) – serie TV, episodio 9x09 (1970)
- Il mostro delle nevi (Snowbeast), regia di Herb Wallestein – film TV (1977)
- Uno sceriffo contro tutti (Walking Tall) – serie TV, 7 episodi (1981)
- Magnum P.I. – serie TV, 2 episodi (1982)
- Professione pericolo (The Fall Guy) – serie TV, 2 episodi (1983)
- Quella sporca dozzina - Missione mortale (The Dirty Dozen: The Deadly Mission), regia di Lee H. Katzin – film TV (1987)
- La signora in giallo (Murder, She Wrote) – serie TV, episodi 5x04-12x03 (1988-1995)
- JAG - Avvocati in divisa (JAG) – serie TV, 2 episodi (2002)

## Doppiatori italiani
Nelle versioni in italiano delle opere in cui ha recitato, Bo Svenson è stato doppiato da:
- Michele Kalamera in Quel maledetto treno blindato, Impatto mortale
- Pino Locchi in Il temerario, Thunder
- Glauco Onorato in Il figlio dello sceicco
- Antonio Colonnello in Thunder 2
- Pietro Biondi in Delta Force
- Romano Ghini in Cane arrabbiato
- Sergio Tedesco ne Il treno
- Rodolfo Bianchi in Speed 2 - Senza limiti
- Osvaldo Ruggieri in Gunny
- Franco Zucca in Kill Bill: Volume 2
- Germano Longo in Icarus
- Romano Malaspina in La signora in giallo (ep. 5x04)
- Saverio Moriones in La signora in giallo (ep. 12x03)
- Alessandro Rossi in Cancellate Washington